# Nikoła Muszanow
Nikoła Stojkow Muszanow (bułg. Никола Стойков Мушанов; ur. 12 kwietnia 1872 w Drjanowie, zm. 10 maja 1951 w Sofii) – bułgarski prawnik i polityk, przewodniczący Partii Demokratycznej (1938-1947), deputowany do Zwyczajnego Zgromadzenia Narodowego, minister oświaty narodowej (1908-1910), spraw wewnętrznych (1910-1911), budynków publicznych, dróg i zagospodarowania (1918), kolei, poczty i telegrafu (1918), spraw wewnętrznych i zdrowia publicznego (1918–1919, 1931) oraz spraw zagranicznych i wyznań wiary (1931-1934), premier Carstwa Bułgarii (1931-1934).

## Życiorys
Podstawowe i średnie wykształcenie zdobył w rodzinnym mieście. Następnie wyjechał do Francji, gdzie w 1893 ukończył studia prawnicze na uniwersytecie w Aix-en-Provence. Po powrocie do ojczyzny pracował jako sędzia i prokurator w Starej Zagorze i w Warnie (1893-1896), a później jako adwokat w Ruse (1897-1908).
Karierę polityczną zapoczątkował w 1897 wstępując do Partii Demokratycznej. Od 1920 pełnił funkcję jej wiceprzewodniczącego, a po śmierci Aleksandyra Malinowa w 1938 został przewodniczącym ugrupowania. Z list Partii Demokratycznej jedenaście razy był wybierany na deputowanego: do Zgromadzenia Narodowego 12. (1902-1903), 14. (1911-1913), 16. (1913), 17. (1914-1919), 18. (1919-1920), 19. (1920-1923), 21. (1923-1927), 22. (1927-1931), 23. (1931-1934), 24. (1938–1939) i 25. kadencji (1940–1944).
Po zwycięskich dla demokratów wyborach parlamentarnych w 1908 objął funkcję ministra oświaty narodowej, a w 1910 ministra spraw wewnętrznych w rządzie Malinowa. Po raz kolejny wszedł w skład Rady Ministrów w 1918, stając kolejno na czele Ministerstwa Budynków Publicznych, Dróg i Zagospodarowania (1918), Kolei, Poczty i Telegrafu (1918) oraz Spraw Wewnętrznych i Zdrowia Publicznego (1918–1919). Wkrótce po przejęciu władzy przez Bułgarski Ludowy Związek Chłopski zaangażował się w działalność opozycyjną. W 1922 współtworzył Blok Konstytucyjny, którego głównym celem było odsunięcie rządu Stambolijskiego. W tym samym roku wraz z innymi liderami Bloku został aresztowany i wtrącony do więzienia. Po przewrocie 9 czerwca 1923 wyszedł na wolność i wznowił działalność polityczną. Opowiedział się przeciwko udziałowi demokratów w prorządowym Porozumieniu Demokratycznym Aleksandyra Cankowa i wraz z Malinowem pozostał w Partii Demokratycznej. Do 1931 był w opozycji wobec rządu.
Przed wyborami do Zwyczajnego Zgromadzenia Narodowego 23. kadencji wszedł w skład szerokiej koalicji wyborczej nazwanej Blokiem Narodowym. Wkrótce potem został ministrem spraw wewnętrznych i zdrowia publicznego w kolejnym rządzie Malinowa. Po niespodziewanej rezygnacji premiera w październiku 1931, po raz pierwszy sformował własny gabinet, w którym obok funkcji szefa rządu piastował urząd ministra spraw zagranicznych i wyznań wiary. Mimo wielu wewnętrznych tarć i sporów w Bloku Narodowym utrzymał oba stanowiska do 19 maja 1934, kiedy to został odsunięty od władzy na drodze zamachu stanu.
Po wybuchu II wojny światowej i przystąpieniu Carstwa Bułgarii do koalicji hitlerowskiej zaangażował się w ratowanie bułgarskich Żydów, którym groziła deportacja. Opowiadał się za jak najszybszym wystąpieniem kraju z Osi i zbliżeniem ze Związkiem Radzieckim. Mimo iż jego poglądy były zgodne z celami lewicowego Frontu Ojczyźnianego, nie zdecydował się wstąpić w jego szeregi. 2 września 1944 wszedł w skład koalicyjnego rządu Murawijewa, który podjął ostatnią, nieudaną próbę zapobiegnięcia wojnie z ZSRR. Po przewrocie 9 września 1944, w wyniku którego władzę przejęli bułgarscy komuniści, został wraz z innymi członkami gabinetu Murawijewa oskarżony o wciągnięcie kraju w wojnę po stronie koalicji hitlerowskiej. Sąd Ludowy skazał go na rok pozbawienia wolności.
Po odbyciu wyroku w 1945 Muszanow zaangażował się w odrodzenie Partii Demokratycznej. Jego działalność spotkała się jednak z brutalną reakcją ze strony komunistów, którzy rozpoczęli budowę systemu totalitarnego i likwidację opozycji politycznej. W 1947 i 1949 był okresowo internowany, zaś w 1951 został zamordowany przez Służbę Bezpieczeństwa (bułg. Държавна сигурност).

## Funkcje sprawowane przez Muszanowa w Radzie Ministrów
Nikoła Muszanow zajmował następujące stanowiska w rządach Księstwa Bułgarii oraz Carstwa Bułgarii (w porządku chronologicznym):
- w pierwszym rządzie Aleksandyra Malinowa
  - minister oświaty narodowej (29 stycznia 1908 – 18 września 1910)
- w drugim rządzie Aleksandyra Malinowa
  - minister spraw wewnętrznych (18 września 1910 – 29 marca 1911)
- w trzecim rządzie Aleksandyra Malinowa
  - minister budynków publicznych, dróg i zagospodarowania (21 czerwca 1918 – 17 października 1918)
- w czwartym rządzie Aleksandyra Malinowa
  - minister kolei, poczty i telegrafu (17 października 1918 – 28 listopada 1918)
- w pierwszym rządzie Teodora Teodorowa
  - minister spraw wewnętrznych i zdrowia publicznego (28 listopada 1918 – 7 maja 1919)
- w piątym rządzie Aleksandyra Malinowa
  - minister spraw wewnętrznych i zdrowia publicznego (29 czerwca 1931 – 12 października 1931)
- w swoim pierwszym rządzie
  - premier (12 października 1931 – 7 września 1932)
  - minister spraw zagranicznych i wyznań wiary (12 października 1931 – 7 września 1932)
- w swoim drugim rządzie
  - premier (7 września 1932 – 31 grudnia 1932)
  - minister spraw zagranicznych i wyznań wiary (7 września 1932 – 31 grudnia 1932)
- w swoim trzecim rządzie
  - premier (31 grudnia 1932 – 19 maja 1934)
  - minister spraw zagranicznych i wyznań wiary (31 grudnia 1932 – 19 maja 1934)
  - tymczasowo na czele Ministerstwa Sprawiedliwości (31 grudnia 1932 – 18 stycznia 1933)
  - tymczasowo na czele Ministerstwa Kolei, Poczty i Telegrafu (5 maja 1934 – 19 maja 1934)
- w rządzie Konstantina Murawijewa
  - minister bez teki (2 września 1944 – 9 września 1944)